# František Lohynský
František Lohynský (1. dubna 1918 - ???) byl český a československý politik Komunistické strany Československa a poúnorový poslanec Národního shromáždění ČSR.

## Biografie
Ve volbách roku 1954 byl zvolen do Národního shromáždění za KSČ ve volebním obvodu Liberec. V Národním shromáždění zasedal do konce jeho funkčního období, tedy do voleb v roce 1960.
V letech 1950-1971 se František Lohynský uvádí jako starosta (dobově předseda MNV) v obci Chrastava. K roku 1954 se profesně uvádí jako montér národního podniku Totex Chrastava.